# Коцієвський Олександр Семенович
Олекса́ндр Семе́нович Коціє́вський (12 вересня 1930, Одеса, УСРР, СРСР — 22 серпня 2007, Одеса, Україна) — історик, нумізмат, колекціонер, педагог.

## Біографія
О. С. Коцієвський народився 12 вересня 1930 року в Одесі.  В роки нацистської навали разом з матір'ю перебував в евакуації у Магнітогорську та Сталінабаді.
У 1953 році закінчив історичний факультет Одеського державного університету.
В 1953—1955 роках вчителював у Миколаївській області.
Протягом 1955—1965 років працював старшим науковим співробітником, завідувачем відділу Одеського історико-краєзнавчого музею.
У 1964 році захистив дисертацію «Селяни Південної України в кінці XVIII — першій треті ХІХ ст.»  на здобуття наукового ступеня кандидата історичних наук. В 1970 році присвоєно вчене звання доцента.
З 1965 року й до виходу на пенсію у 1990 році працював  старшим викладачем, доцентом кафедри історії КПРС і філософії в Одеському державному педагогічному інституті імені К. Д. Ушинського.
Помер  22 серпня 2007 року в Одесі.

## Наукова діяльність
Вивчав питання історії та етнології  Південної України, античної нумізматики; досліджував мистецтво гліптики.
Брав участь у формуванні та комплектуванні зібрання Одеського історико-краєзнавчого музею, підготовці путівника по експозиції музею.
Є автором понад 50 опублікованих праць.

### Колекціонування
Колекціонувати почав у 1945 році зі збирання монет. У 1970-х роках був вже відомий як колекціонер далеко за межами Одеси. У 1985 році був володарем однієї з найбільш повних колекцій античних монет Північного Причорномор'я. У квітні 1985 року передав цю колекцію (біля півтори тисячі монет)  на зберігання Державному Історичному музею у Москві. Одеським археологічному, літературному та історико-краєзнавчому музеям подарував монети, гравюри, афіши  одеських театрів.

## Праці
- О русско-украинском и молдавском населении Очаковской области до присоединения ее к России/ А. С. Коциевский.// Записки Одесского археологического общества. — 1960. — Т. 1(34). — С. 353—360.
- Свободные арендаторы на помещичьих землях Южной Украины (конец XVIII — первая половина ХІХ в.)/А. С. Коциевский. // Ежегодник по аграрной истории Восточной Европы. . — Минск: Наука и техника, 1964. — С. 360—367.
- Античные монеты из раскопок Тиры / П. О. Карышковский, А. С. Коциевский.// Античная Тира и средневековый Белгород. — Киев: Наукова думка, 1979. — С. 88 — 98.
- Несколько неизданных монет Тиры из частных собраний / А. С. Коциевский.//Нумизматика  Античного Причерноморья; Сборник научных трудов. — Киев: Наукова думка, 1982. — С. 117—124.
- Роль беглых крепостных крестьян в формировании населения городов Южной Украины и Бессарабии во второй половине XVIII — первой половине XIX вв. / А. С. Коциевский. // Проблемы исторической демографии СССР: сборник статей. — Вып. 2 / Отв. ред. А. Д. Колесников. — Томск: ТГУ, 1982. –  С. 55 — 61.
- Надчеканка татарских монет в средневековом Белгороде./ А. С. Коциевский.// Нумизматические исследования по истории Юго-Восточной Европы. — Кишинев: Штиинца, 1990. — С. 156—165.
- Геммы из Тиры. Материалы к изучению культурных контактов/ И. Б. Клейман, А. С. Коциевский // Северо-Западное Причерноморье — контактная зона древних культур: Сборник научных  трудов . — К.: Наукова думка, 1991. — С. 95 — 99. http://na5ballov.pro/lib/arh/1293-severo-zapadnoe-prichernomore-kontaktnaya-zona-drevnih-kultur.html [Архівовано 12 лютого 2019 у Wayback Machine.]
- О русском населении Южной Украины в конце XVIII — первой трети ХІХ в./ А. С. Коциевский. // Історичне краєзнавство Одещини: Збірник матеріалів. — Вип. 6. — Одеса: Маяк, 1995. — С. 1–7.
- О коллекциях и коллекционерах/А. С. Коциевский. — Одесса: Черноморье, 1995. — 120 с.
- К вопросу о семантике изображений на старшем номинале монет Скилура/ В. П. Алексеев, А. С. Коциевский. // Краткие сообщения Одесского археологического общества . — 1999. — С. 81- 83.
- Имущественное расслоение государственных крестьян Южной Украины во второй половине XVIII — первой четверти ХІХ вв. / А. С. Коциевский.// Археологія та етнологія Східної Європи: матеріали і дослідження. — Одеса: Астропринт, 2000. — С. 253—270.
- Имен их никто никогда не узнает/ А. С. Коциевский.// Дерибасовская-Ришельевская: Одеський альманах. — 2000. — № 3. — С. 21 — 24.